# Diederik Stapel
Diederik Alexander Stapel (19 de octubre de 1966) fue un destacado y reconocido profesor holandés de psicología social en la Universidad de Tilburg que vio terminada su vida académica al demostrarse que cometía fraude científico en sus investigaciones.A pesar de su enorme fama, la mayoría de sus artículos científicos se vieron retractados.  

## Trayectoria académica
Stapel se graduó con honores en 1991 por la Universidad de Ámsterdam en psicología y ciencias de la comunicación. Stapel fue decano de la Facultad de Ciencias Sociales y del Comportamiento de Tilburg  a partir de 1966. En 1998, la Real Academia de Artes y Ciencias de los Países Bajos (KNAW) lo nombró investigador de la Academia. Ese mismo año recibió el premio trienal Jos Jaspers de la Asociación Europea de Psicología Social Experimental.  En 2000, fue nombrado profesor de Psicología Social Cognitiva en la Universidad de Groninga (RUG). En 2002, la Organización Holandesa para la Investigación Científica (NWO) le concedió la beca Pionier . De 2005 a 2007, actuó como director de investigación del Instituto Kurt Lewin (KLI), donde fue responsable de la calidad y reputación internacional de más de cien doctores. Fue profesor de Psicología Social Cognitiva en a Universidad de Tilburg desde 2006. Fue uno de los miembros fundadores del Instituto de Investigación de Economía del Comportamiento de Tilburg y su director a partir de 2007.
Stapel publicó más de 130 artículos en revistas científicas nacionales e internacionales como Science  y 24 capítulos en diversos libros.  En 1998, Stapel recibió el premio Jos Jaspars. En 2007 recibió el premio Early Career Award de la Sociedad de Personalidad y Psicología Social. En 2009 ganó el Premio a la Trayectoria Profesional de la Sociedad de Psicología Social Experimental. Stapel era miembro del consejo de supervisión del club de fútbol Willem II de Tilburg. Era una figura reconocida en los medios holandeses y de fama pública. El descubrimiento de sus fraudes generó un gran escándalo en el medio académico ya que gozaba de enorme prestigio.
A principios de septiembre de 2011, tres investigadores jóvenes lo denunciaron y  la Universidad de Tilburg suspendió a Stapel de sus funciones con efecto inmediato. Al comprobarse el fraude, lo despidió, porque se descubrió que había cometido una grave infracción de la integridad científica al utilizar datos ficticios en sus publicaciones, presentándolos como si fueran el resultado de una investigación empírica. Los manipuló y los falsificó durante quince años. Cuando se denunció el fraude, se formó el Comité Levelt para realizar una investigación. En vista de los nombramientos anteriores de Stapel en la Universidad de Ámsterdam y la Universidad de Groningen y la seria sospecha de que también se había cometido fraude con datos durante esos nombramientos, la investigación se extendió más allá de la Universidad de Tilburg. Cuando se descubrió el fraude, lo peor fue que sus ex estudiantes de doctorado y sus investigadores posdoctorales vieron que sus publicaciones perdieron credibilidad, aunque el comité de investigación concluyó que ninguno de estos autores o coautores había sido cómplice en el fraude. 
Stapel fue descrito por The New York Times como "el mayor estafador de la ciencia académica".